# 878 TCN
878 TCN là một năm trong lịch La Mã.